# Florian Krumpöck

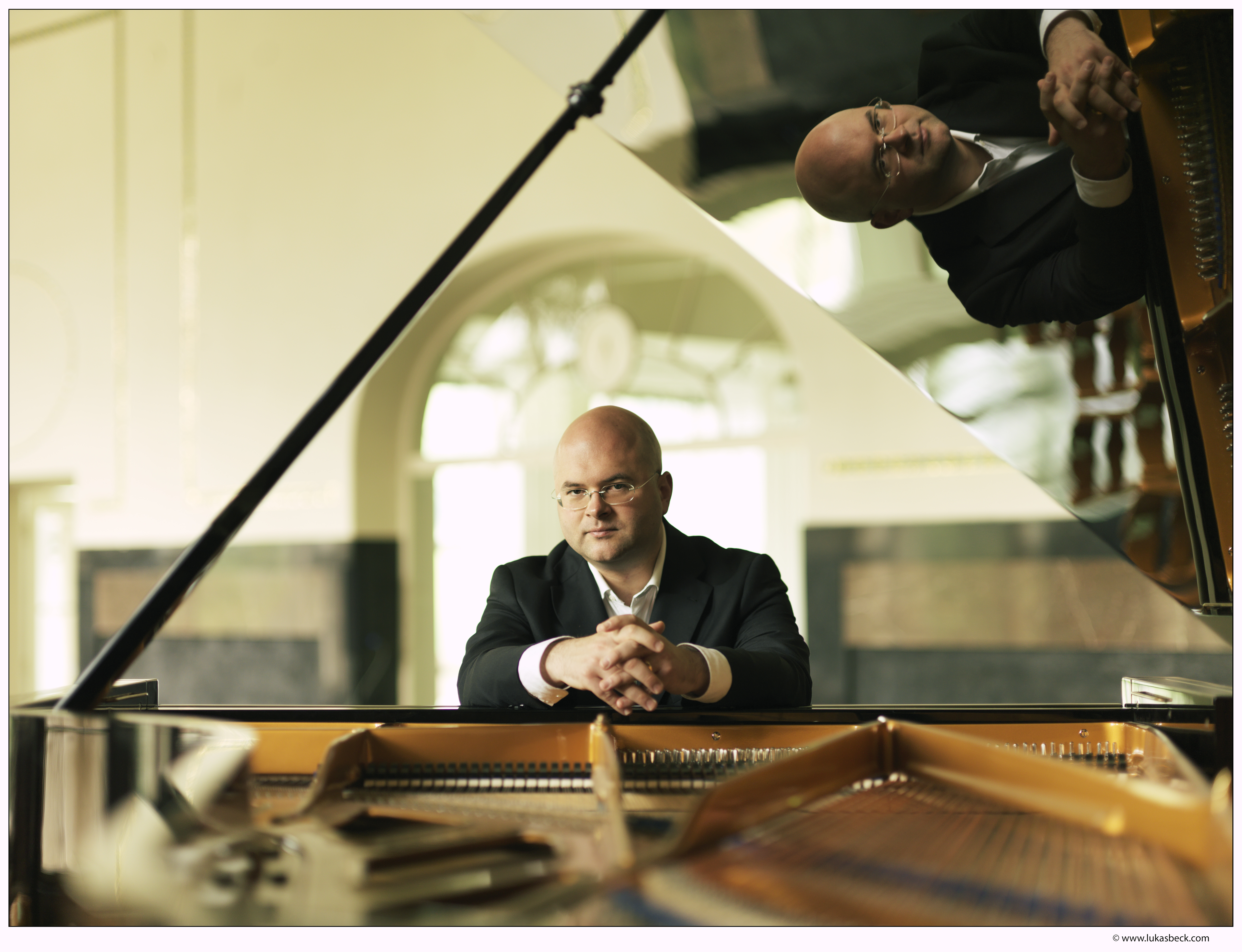
Florian Krumpöck in 2016

Florian Krumpöck (* 1978) ist ein österreichischer Pianist und Dirigent.

## Leben
Florian Krumpöck ist der Sohn des Cellisten Karl Krumpöck und der Kunsthistorikerin Ilse Krumpöck.

## Florian Krumpöck als Pianist
Zu seinen pianistischen Lehrern zählten u. a. Rudolf Buchbinder, Gerhard Oppitz, Elisabeth Leonskaja und Daniel Barenboim. Florian Krumpöcks pianistisches Repertoire umfasst neben kompletten Werkzyklen, wie dem Wohltemperierten Klavier von Johann Sebastian Bach oder den 32 Klaviersonaten und den fünf Klavierkonzerten von Ludwig van Beethoven, auch zahlreiche Ur- und Erstaufführungen, etwa von Korngold, Wellesz und Schreker.
Florian Krumpöck ist bisher u. a. in Zürich, Wien, Salzburg, München und Moskau sowie in Israel, in den USA, in China und in Südkorea aufgetreten und war Gast internationaler Festivals, wie etwa den Salzburger Festspielen, den Salzburger Osterfestspielen, den Bregenzer Festspielen, dem Musiksommer Bad Kissingen, beim Bachfest in Leipzig, bei den Musikfestspielen Mecklenburg-Vorpommern und beim KlangBogen Wien. 2008 gab er sein Solodebüt im Wiener Musikverein und spielte erstmals 2 komplette Zyklen der 32 Klaviersonaten von Ludwig van Beethoven. 2011 gab er einen Soloabend im Münchner Herkulessaal, der vom Bayerischen Rundfunk übertragen wurde.
Seit April 2018 ist Florian Krumpöck Bösendorfer-Artist. Zu diesem Anlass wurde ihm von der Firma Bösendorfer ein speziell für ihn eingestellter Imperial-Flügel auf Lebzeiten zur Verfügung gestellt, auf dem er auch die meisten seiner Aufnahmen sowie Konzerte spielt.

## Florian Krumpöck als Dirigent
Daniel Barenboim und Michael Boder zählen zu seinen Mentoren.
2006 erlangte Florian Krumpöck als Einspringer beim Jerusalem Symphony Orchestra als Dirigent internationales Ansehen und wurde im selben Jahr zum Chefdirigenten der Sinfonietta Baden berufen, ein Amt, das er bis 2010 innehatte. 2007 dirigierte er im Rahmen eines Neujahrskonzertes erstmals im Kennedy Center in Washington, was zu einem Engagement am Gran Teatre del Liceu in Barcelona führte. In 2010 debütierte Florian Krumpöck in der Doppelfunktion als Pianist und Dirigent beim Gulbenkian Orchestra in Lissabon und dirigierte erstmals das Philharmonische Orchester Trier. 2011 stand er am Pult des Philharmonischen Orchesters Bremerhaven, des Wonju Philharmonic Orchestra sowie des Bucheon Philharmonic Orchestra.
Von 2011 bis 2014 war Florian Krumpöck Generalmusikdirektor und Chefdirigent der Norddeutschen Philharmonie Rostock und des Volkstheaters Rostock. Seit 2015 ist er Intendant des Festivals Kultur.Sommer.Semmering.

## Diskografie
Bisher erschienen sechs CDs mit Solo-Einspielungen von Werken von Mozart, Schubert, Liszt und Weber.